# Eois filiferata
Eois filiferata là một loài bướm đêm trong họ Geometridae.